# Chapelle Notre-Dame-de-Nouillan
Pour les articles homonymes, voir chapelle Notre-Dame.
La chapelle Notre-Dame-de-Nouillan est un édifice religieux catholique située à Montoussé, en France.

## Localisation
La chapelle est située dans le département français des Hautes-Pyrénées, à l'ouest du village de Montoussé dans le hameau de Nouillan.

## Historique
La première chapelle a été construite au XIVe siècle. Elle fut ensuite restaurée au XVIIIe siècle puis elle a été détruite lors de la Révolution.
Après les apparitions de la Vierge Marie en 1848 et 1849, la chapelle fut reconstruite et inaugurée en 1856,.
De 1873 à 1874, la chapelle est agrandie.
En 1929, la toiture et l'intérieur sont restaurés, et une nouvelle tour fut construite avec un porche et un clocher. Sur le clocher est installer une statue en fonte de la Vierge à l'Enfant, cette statue fut bénie le 13 septembre 1931 par Mgr Gerlier.
En 2018 et 2019, des travaux d'accessibilité ont été réalisés par l’Association des Amis de la Chapelle de Nouillan avec l'ajout d'un escalier avec des rampes et d'un chemin d'accessibilité pour les personnes a mobilité réduite.

## Galerie de photos

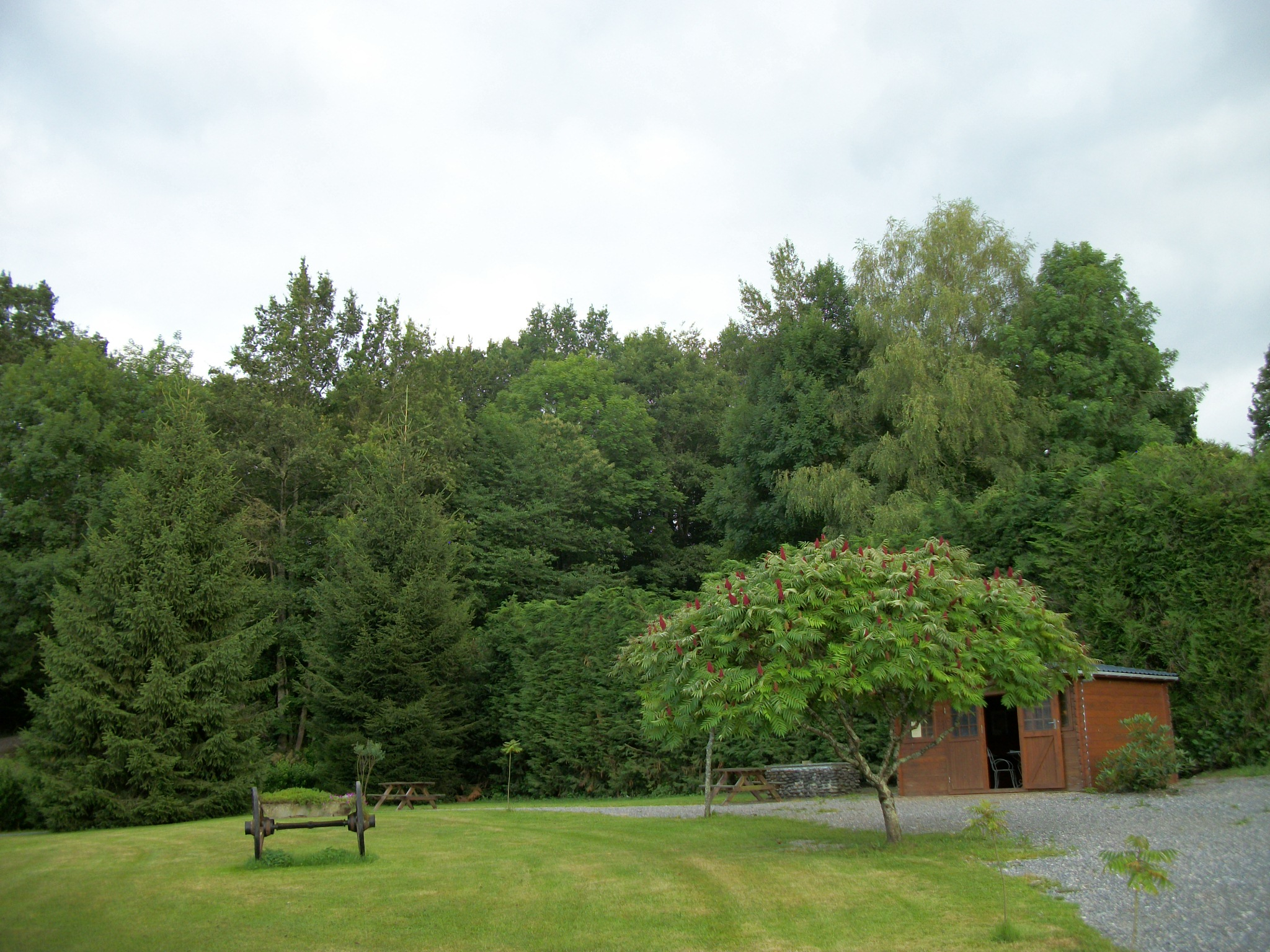
L'espace vert avec des tables de pique-nique et un chalet où sont exposées des photos et des articles sur les apparitions de la Vierge Marie, l'histoire de la chapelle et de l'association.
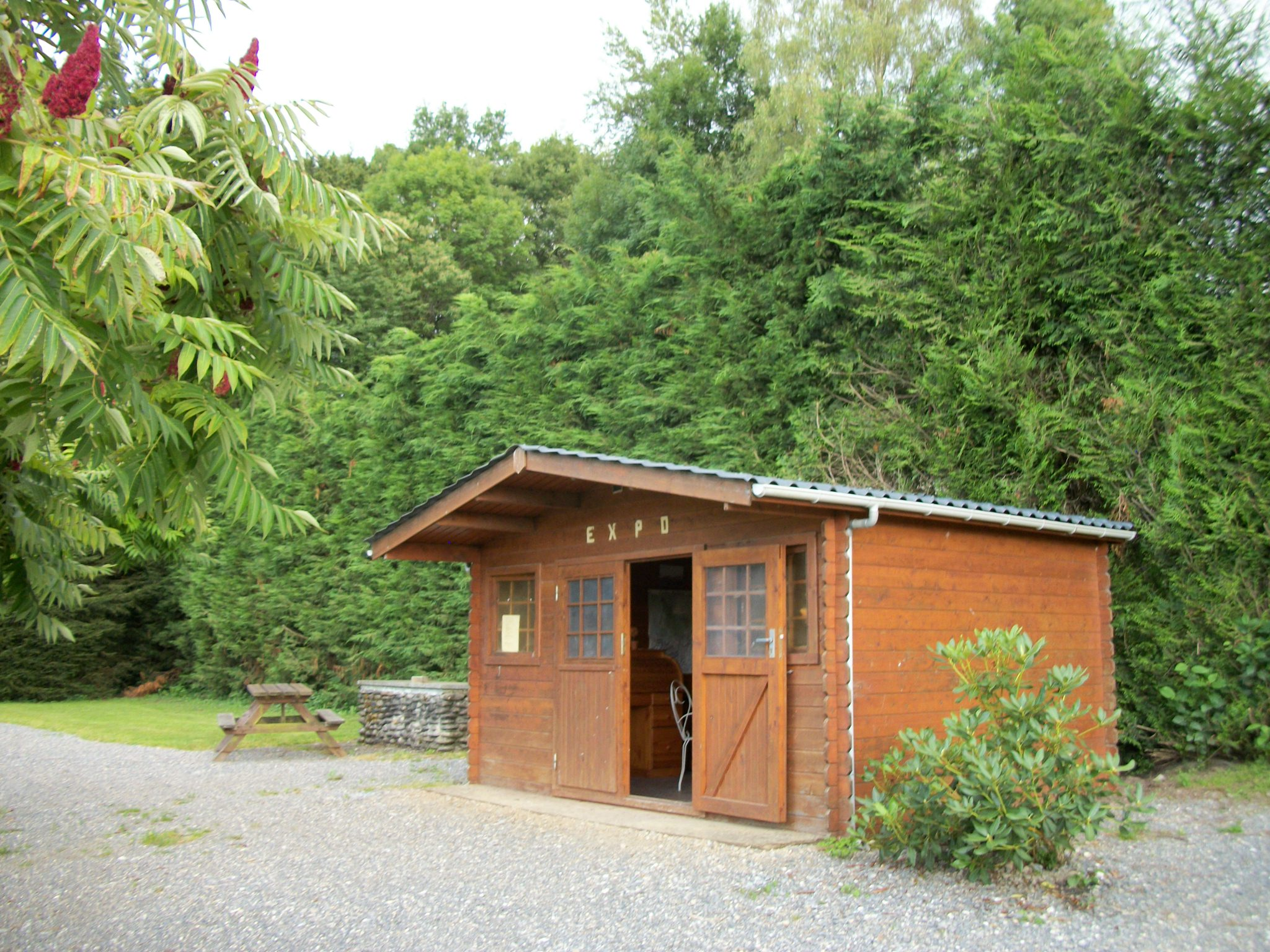
Le chalet d'exposition
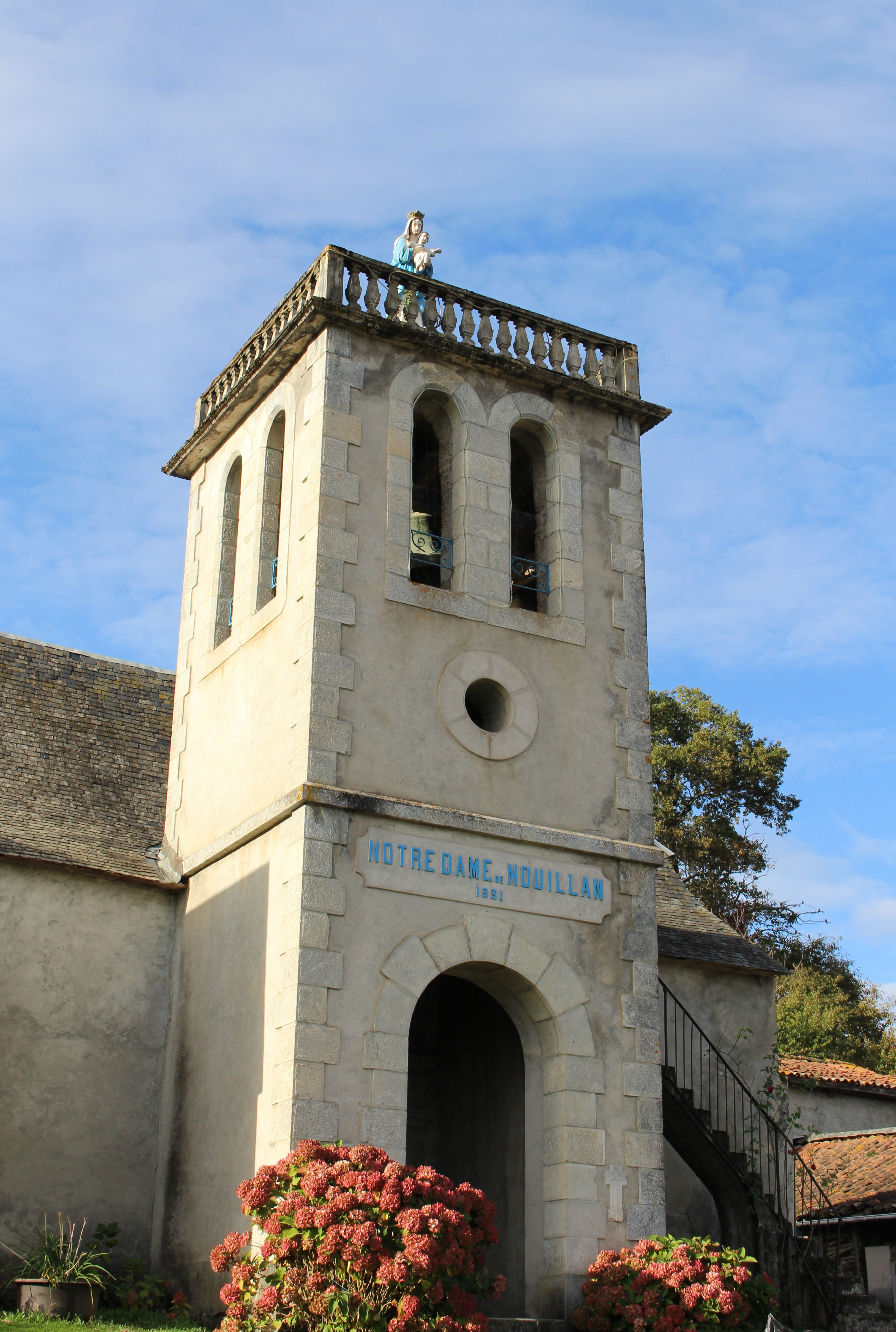
Le clocher.
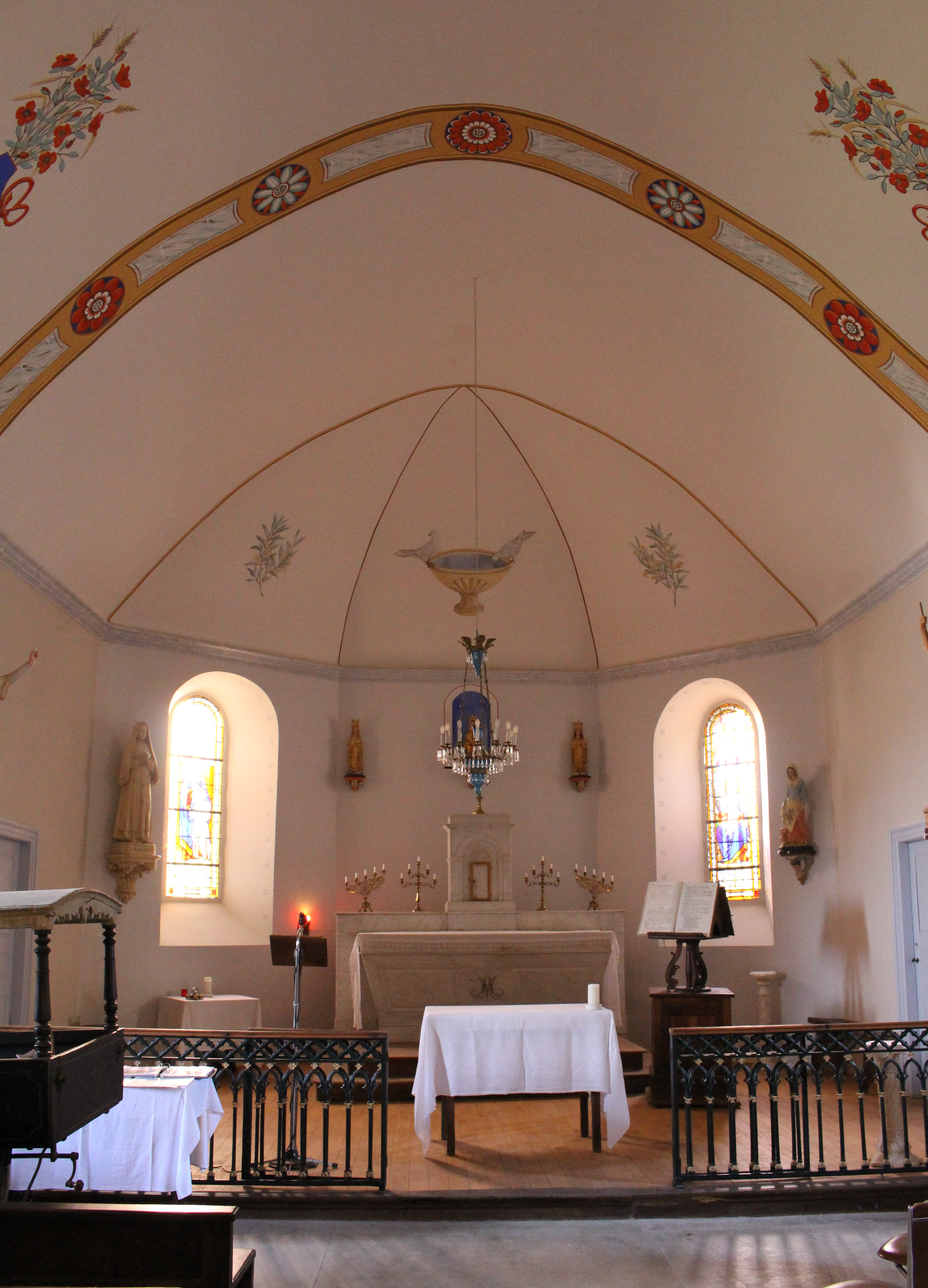
Le chœur.
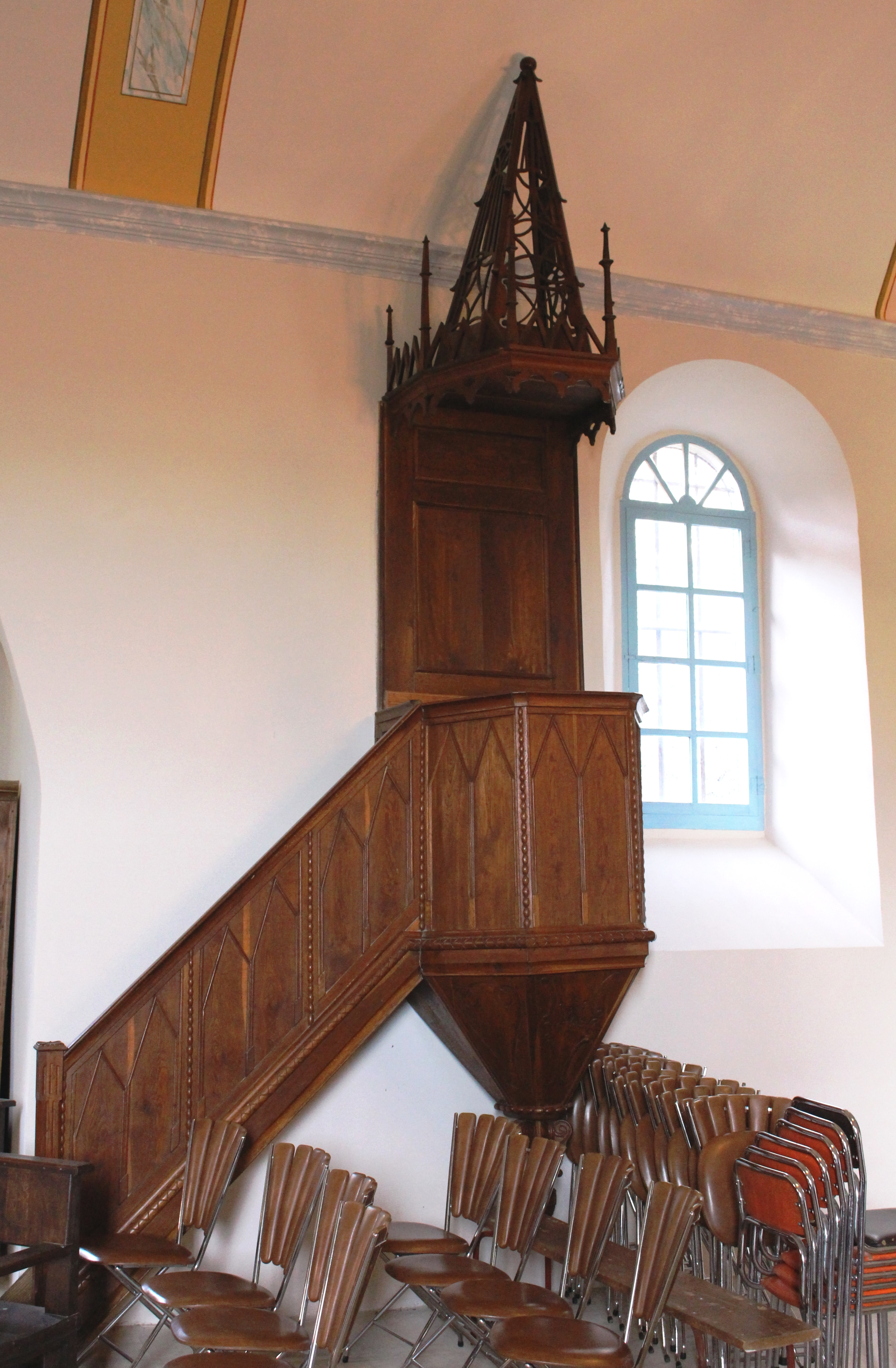
La chaire.
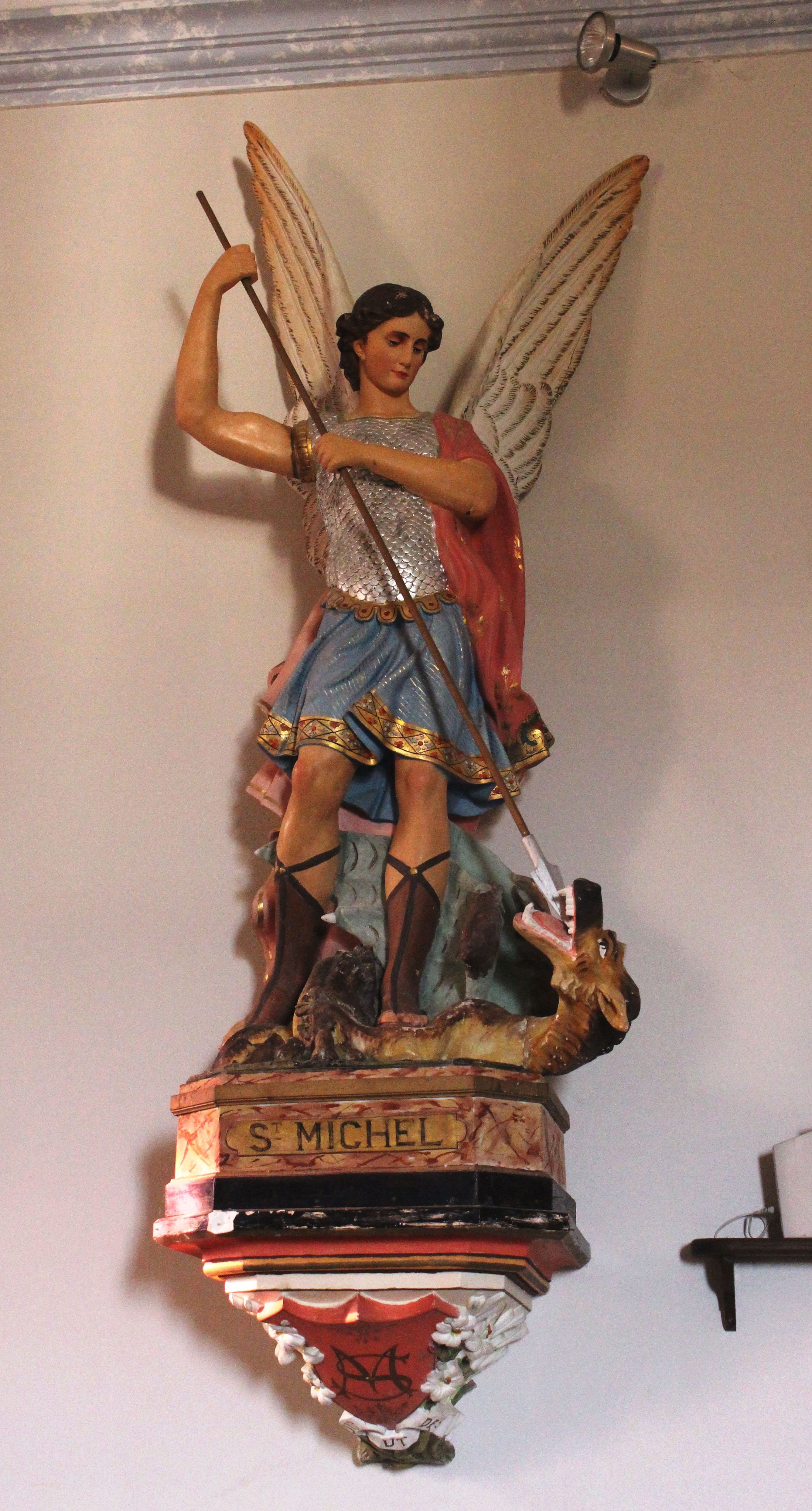
Saint Michel archange.